# Hiromi Itō
Hiromi Itō (伊藤 比呂美, Itō Hiromi, née le 13 septembre 1955) est l'une des femmes écrivains les plus éminentes du Japon contemporain, avec plus d'une douzaine de recueils de poésie, plusieurs ouvrages en prose, de nombreux livres d'essais et plusieurs prix littéraires importants. Elle partage son temps entre les villes de Encinitas en Californie et Kumamoto au Sud du Japon.

## Prix
- 1978 : Prix Gendai Shi Techo pour la collection de poèmes Sky of Plants (草木の空, Sōmoku no sora?)
- 1993 : Nommée au prix Mishima pour Art of Family (家族アート, Kazoku āto?)
- 1998 : Nommée au prix Akutagawa pour le court roman House Plant (ハウス・プラント, Hausu puranto?)
- 1999 : Nommée au prix Akutagawa pour le court roman Ranīnya (ラニーニャ, La Niña?)
- 1999 : Lauréate du prix Noma de littérature des débutants pour le court roman Ranīnya (ラニーニャ, La Niña?)
- 2006 : Lauréate du prix Jun-Takami pour Wild Grass on a Riverbank (河原荒草, Kawara arekusa?)
- 2007 : Lauréat du prix Sakutarō-Hagiwara pour le roman The Thorn-Puller: New Tales of the Sugamo Jizō (とげ抜き 新巣鴨地蔵縁起, Toge-nuki: Shin Sugamo Jizō engi?)
- 2008 : Lauréate du prix Izumi Shikibu pour le roman The Thorn-Puller: New Tales of the Sugamo Jizō (とげ抜き 新巣鴨地蔵縁起, Toge-nuki: Shin Sugamo Jizō engi?)